# Blepharita usupatrix
Blepharita usupatrix är en fjärilsart som beskrevs av Hans Rebel 1914. Blepharita usupatrix ingår i släktet Blepharita och familjen nattflyn. Inga underarter finns listade i Catalogue of Life.